# 秋田県総合教育センター
秋田県総合教育センター（あきたけんそうごうきょういくセンター、英称：Akita Prefectural Education Center）は、秋田県が設置する教育に関する研究及び教育関係職員の研修を行う機関である。

## 概要
秋田県の教育行政の中にあって、教育に関する専門的・技術的な事項の調査研究に関すること、教職員の研修に関すること、情報教育に関すること、教育に関する資料の収集及び提供に関すること、教育相談に関することを所掌している。

## 沿革

### 秋田県教育研究所
- 1955年（昭和30年） 秋田県教育庁調査統計課を廃止し、教育庁内に秋田県教育研究所を設置。後、秋田県物産館内へ移転。
- 1956年（昭和31年） 秋田県教育研究所設置条例制定。
- 1960年（昭和35年） 秋田県庁舎へ移転。
- 1963年（昭和38年） 秋田県立秋田図書館内へ移転。
- 1965年（昭和40年） 秋田県理科教育センター内へ移転。
- 1969年（昭和44年） 廃止（秋田県理科教育センターと統合、秋田県教育センターへ）。

### 秋田県理科教育センター
- 1965年（昭和40年） 秋田県理科教育センター設置条例制定。秋田県立秋田図書館内に仮事務所設置。理科教育センター庁舎が完成し、移転。
- 1969年（昭和44年） 廃止（秋田県教育研究所と統合、秋田県教育センターへ）。

### 秋田県教育センター
- 1969年（昭和44年） 秋田県教育センター設置条例制定。
- 1970年（昭和45年） 秋田県教育センター庁舎完成。
- 1981年（昭和56年） 教育相談研究室の業務を秋田県特殊教育センターへ移管。
- 1986年（昭和61年） 秋田県特殊教育センターを統合、特殊教育研修部を新設。
- 1987年（昭和62年） 初任者研修（試行）開始。
- 1989年（平成元年） 秋田県教育庁義務教育課より指導部門の業務移管。初任者研修（小学校）開始。
- 1990年（平成2年） 初任者研修（中学校、高等学校）開始。
- 1992年（平成4年） 初任者研修（特殊教育学校）開始。
- 1995年（平成7年） 秋田県教育センター設置条例一部改正、秋田県総合教育センターへ改称。

### 秋田県特殊教育センター
- 1981年（昭和56年） 秋田県特殊教育センター設置条例制定。秋田県特殊教育センター新庁舎完成。業務開始。
- 1986年（昭和61年） 廃止（秋田県教育センターへ統合）。

### 秋田県総合教育センター
- 1995年（平成7年） 新庁舎を南秋田郡天王町（現在の潟上市）に設置。

## 組織
- 所長[3]
- 副所長
所長を補佐し、所長に事故があるとき又は所長が欠けたときは、その職務を代理する[4]。
- 総務班
- 研修班
新任教員に対する研修、5年または10年経過した教員に対する研修、新任役職者（校長、教頭、主任等）に対する研修を行う。
- 教科・研究班
学習指導要領に基づく教科研究、授業改善研究、地域連携の推進等を行う。
- 支援班
  - 教育メディアグループ
情報教育に関する研究、研修、資料提供を行う。
  - 児童生徒支援グループ
情報収集に基づき、生徒指導上の諸問題を予測して、予防・未然防止を目指す研究、資料提供を行う。また、センター及び学校の機能を生かした、心を育てる教育相談の充実を目指す研究、資料提供を行う。
  - 特別支援教育グループ
特別支援教育に関する研究、研修、資料提供を行う。
- 企画研修班

## 所在地
- 〒010-0101　秋田県潟上市天王字追分西29-76

## 参考・外部リンク
- 総合教育センター - 美の国あきたネット（秋田県公式サイト）